# منطقه طبیعی

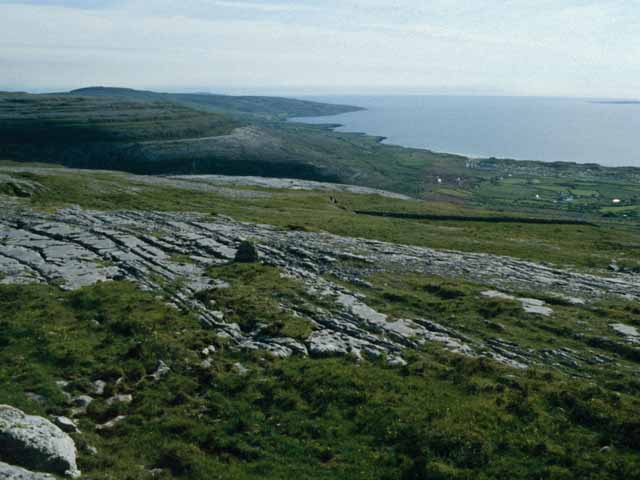
The Burren, منطقه طبیعی باررن، یک منطقهٔ طبیعی گسترده در ایرلند؛ از دید غربی بریدگی‌ها

منطقهٔ طبیعی (به انگلیسی: Natural region)، یک واحد پایهٔ جغرافیایی است. معمولاً منطقهٔ طبیعی به منطقه‌ای گفته می‌شود که به سبب داشتن ویژگی‌های طبیعی مشترکی که دارد؛ از دیدگاه جغرافیایی، زمین‌شناسی، و اقلیم‌شناسی (آب و هوایی)، از دیگر منطقه‌ها متمایز است.
از دیدگاه بوم‌شناسی، به نظر می‌رسد که گیاگان (گیاه‌نامهٔ) طبیعی، و زیاگان (جانورانِ) منطقه؛ به احتمال زیاد زیر تأثیر عوامل جغرافیایی و زمین‌شناسی آنجا، مانند؛ دسترسی به آن خاک و منابع آب آن قرار داشته‌اند بوده، که آن ویژگی‌ها به وجود آمده‌اند؛ بنابراین بسیاری از مناطق طبیعی اکوسیستم‌های همگن هستند. تأثیر انسان می‌تواند عامل مهمی در شکل‌گیری و سرنوشت یک منطقهٔ طبیعی خاص باشد.

## استفاده از اصطلاح
مفهوم «منطقه طبیعی» ممکن است به یک، منطقهٔ کوچکِ به خوبی تعریف شده، یا به یک واحد پایهٔ جغرافیایی مانند منطقهٔ بزرگ جنگل‌های گستردهٔ تایگا باشد.